# NGC 5023
NGC 5023 este o edge-on galaxy⁠(d) situată în constelația Câinii de Vânătoare. A fost descoperită în 9 aprilie 1787 de către William Herschel. Se află la o distanță de 6,05 megaparseci de Pământ.